# Khaled al-Asaad
Khaled al-Asaad (in arabo خالد الأسعد‎?, Khāled al-Asʿad; Palmira, 1º gennaio 1932 – Palmira, 18 agosto 2015) è stato un archeologo, scrittore e traduttore siriano.
Nel maggio 2015 Palmira passò sotto il controllo dello Stato Islamico, Asaad fu catturato da un gruppo jihadista e in seguito ucciso, il 18 agosto dello stesso anno.

## Biografia

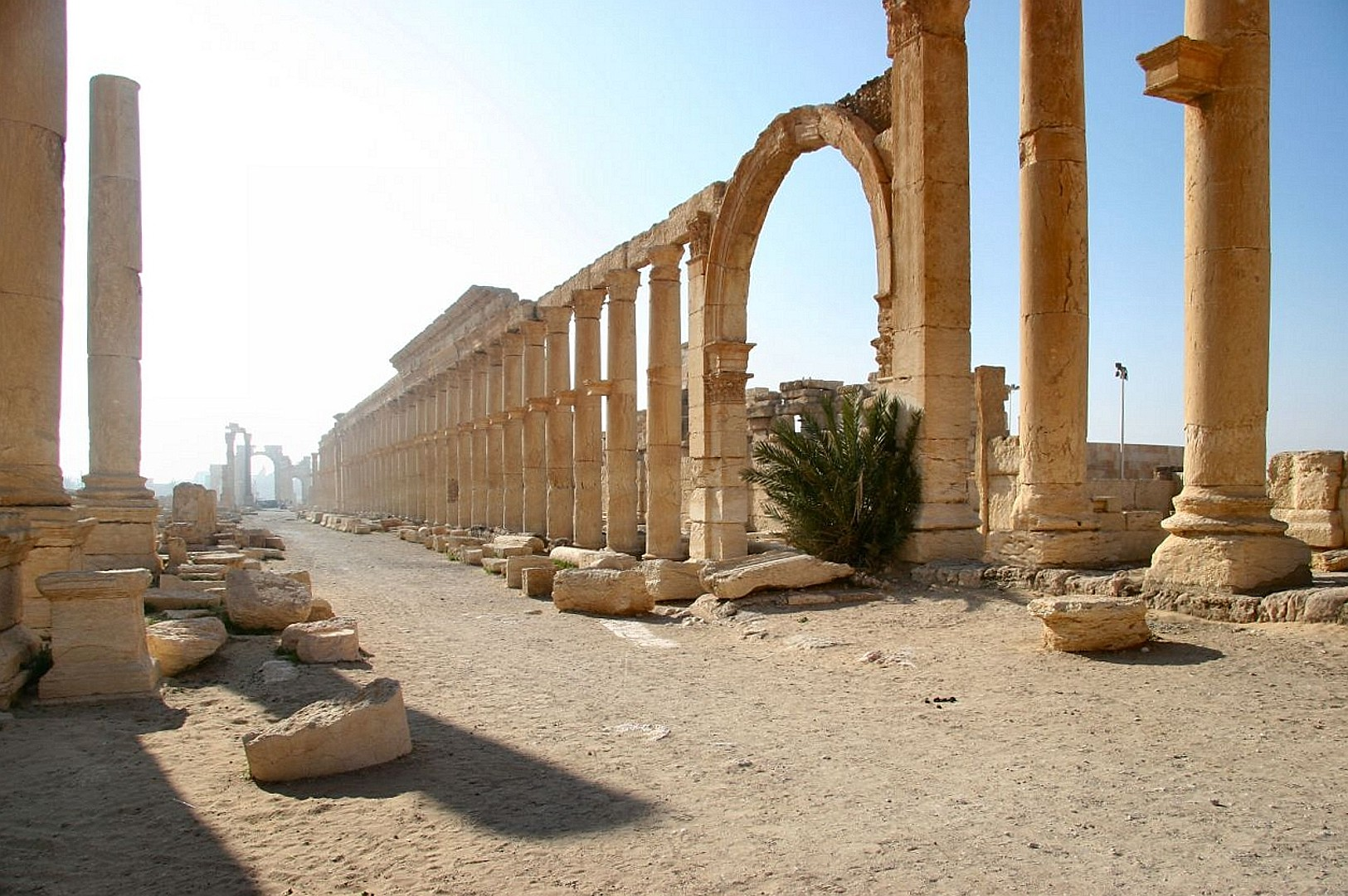
Sito della città di Palmira, che Khaled al-Asaad ha studiato e protetto e nel quale è stato ucciso

Khaled al-Asaad, dopo l'istruzione di base e superiore ottenuta frequentando le scuole nella sua città natale, proseguì gli studi presso l'Università di Damasco dove si laureò. Nel 1963 fu nominato direttore del museo e del sito archeologico della città di Palmira, carica che mantenne per più di quarant'anni, sino al momento della pensione. È stato indicato come «uno dei più importanti pionieri nel campo dell'archeologia in Siria del ventesimo secolo».
Asaad lavorò sin dal 1960 con colleghi statunitensi, francesi, tedeschi e svizzeri nell'indagine sulle prime civiltà a Palmira. Grazie ai risultati di questo lavoro, l'UNESCO nel 1980 riconobbe Palmira come Patrimonio dell'umanità. Asaad pubblicò numerosi articoli su riviste di archeologia e oltre venti libri su Palmira e sulla Via della seta. Conosceva l'aramaico e tradusse diversi testi da quella lingua.
Per il suo contributo allo studio dei siti archeologici di Palmira è stato insignito dell'Ordine nazionale al merito della Repubblica Francese, dell'Ordine al merito della Repubblica di Polonia e dell'Ordine al Merito della Repubblica tunisina. Era membro del partito Ba'th.

### Morte
A metà luglio del 2015 fu rapito dai militanti dello Stato Islamico e ripetutamente torturato. Il quotidiano britannico The Guardian riferì che Asaad avrebbe rifiutato di fornire informazioni su dove fossero nascoste antiche opere d'arte. Il 18 agosto 2015 Asaad fu ucciso sulla piazza di fronte al museo della città nuova di Palmira (poi Tadmur), e in seguito il suo corpo decapitato fu esposto al pubblico, appeso a una colonna.
Il responsabile del dipartimento Medio Oriente del British Museum raccontò dell'amore di Khaled al-Asaad per Palmira. Riferì che aveva conosciuto lo studioso siriano nel 1980, che all'inizio furono solo colleghi e poi divennero amici. Un amico, che mi ha sempre accolto, durante le mie visite quasi annuali in Siria, fino al 2008. Ricorda Khaled in piedi, sui gradini del museo Tadmor, raggiante, mentre lo invita nel suo piccolo ufficio e gli fa spazio tra libri e carte per liberare una sedia.

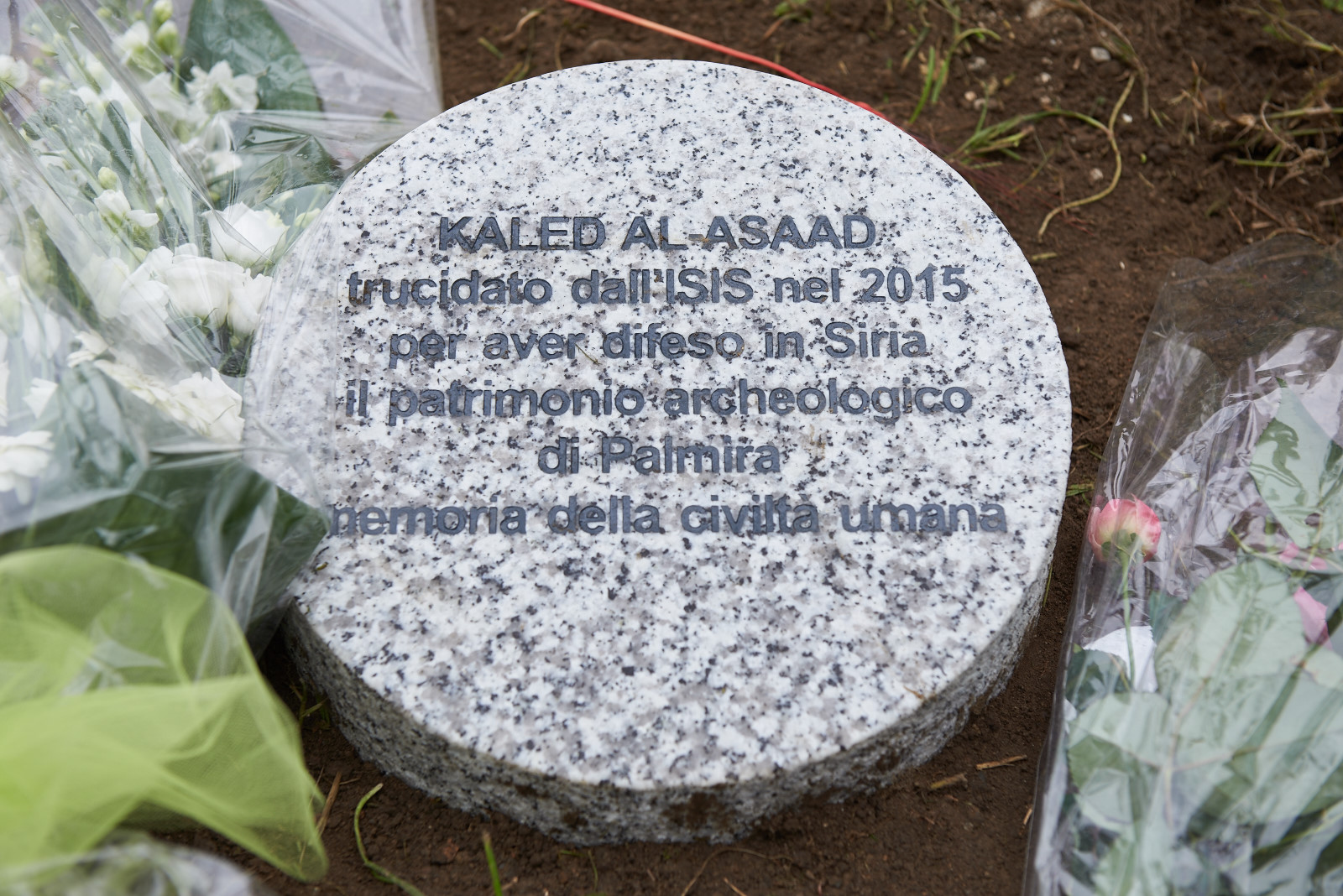
Il cippo dedicato a Khaled al Asaad al Giardino dei Giusti di Milano

## Onorificenze
- Italia: decretato "Martire della scienza" dall'Accademia dei filomati.
- Italia: il 17 ottobre 2015, durante la sua cerimonia di inaugurazione, il Presidente della Repubblica Sergio Mattarella ha intitolato ad Al-Asaad l'area di interesse culturale degli Arsenali della Repubblica a Pisa, appena restaurati[8].
- Italia: dal 2015 è onorato come Giusto al Giardino dei Giusti di tutto il mondo di Milano.[9]